# Charles Leaf
Charles Symonds Leaf (ur. 13 listopada 1895 w Marylebone, zm. 19 lutego 1947 w Reading) – brytyjski żeglarz sportowy, medalista olimpijski.
Podczas letnich igrzysk olimpijskich w Berlinie (1936) zdobył, wspólnie z Christopherem Boardmanem, Milesem Bellville’em, Russellem Harmerem i Leonardem Martinem, złoty medal w żeglarskiej klasie 6 metrów.
Charles Leaf był właścicielem jachtu Lalage, który wygrał klasę 6 metrów na igrzyskach olimpijskich w 1936. Leaf uczył się w Harrow oraz w Trinity College w Cambridge, gdzie był kolegą Christophera Boardmana, który dowodził Lalage w zawodach olimpijskich. W 1922 Leaf był kapitanem drużyny Cambridge w corocznych zawodach The Boat Race z Oksfordem. Później był członkiem wielu znanych klubów jachtowych, w tym Royal Corinthian w Burnham. Leaf był człowiekiem zamożnym i był archeologiem amatorem; napisał wiele artykułów na ten temat, a większość swoich znalezisk przekazał muzeum sztuki i starożytności Fitzwilliam Museum w Cambridge. W 1917 ożenił się z Catherine Blanche, czwartą córką Lorda Shuttlewortha, z którą utrzymywał wystawne domy w Londynie i Suffolk. Podczas I wojny światowej Leaf służył jako porucznik w 3. Pułku Piechoty The Buffs, natomiast podczas II wojny światowej początkowo służył w dowództwie RAF (RAF Balloon Command), a następnie został porucznikiem w Royal Marines w wieku 47 lat.